# Aphidoletes aphidimyza

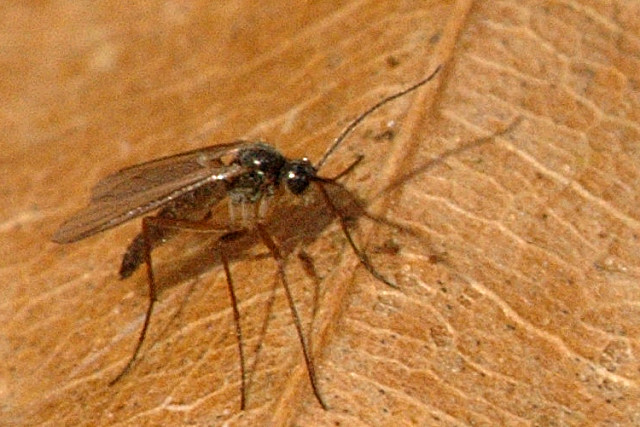
Aphidoletes, posiblemente A. aphidimyza

Aphidoletes aphidimyza es una pequeña mosca cuyas larvas se alimentan de más de setenta especies de áfidos. La especie es originaria de la mayor parte de Estados Unidos. 

## Descripción
Los adultos son unas delicadas mosquitas negras de unos 3 mm de longitud, que viven una media de 10 días alimentándose de la melaza que segregan los áfidos. Por el día se esconden en el follaje y son activos por la noche.

## Ciclo biológico
Las hembras depositan entre 150 y 200 huevos de color anaranjado claro de forma individual o en pequeños grupos en medio de las colonias de áfidos que eclosionan a los 2 o 3 días. Después de 3 a 7 días de alimentarse de los áfidos, la larva se deja caer al suelo donde pasa la fase de pupa.

## Comportamiento
La larva de color naranja brillante de forma parecida a una babosa inyecta una toxina a los áfidos para paralizarlos y sorber su interior a través de un agujero que le hace en el tórax. Las larvas pueden matar áfidos mucho mayores que ellas y pueden matar a más de los que pueden consumir cuando las poblaciones de áfidos son elevadas. Una larva puede llegar a alcanzar unos 3 mm de longitud y matar entre 4 y 65 áfidos al día. 
Depreda al pulgón del algodón y melón, pulgón de estría verde de la patata, pulgón verde del tomate, pulgón del melocotonero y hasta 70 especies de pulgones que se establecen sobre diversas especies de plantas.

## Uso en control biológico de plagas
Este insecto es criado de forma comercial para su venta y suelta en cultivos de invernaderos. Se suele suministrar en forma de pupa en botellas con un sustrato humedecido como puede ser la vermiculita donde las pupas terminan su desarrollo. Una vez situadas en el invernadero emergen de la botella en estado adulto y empiezan la puesta de huevos entre 3 y 7 días después según la temperatura.